# George Roux

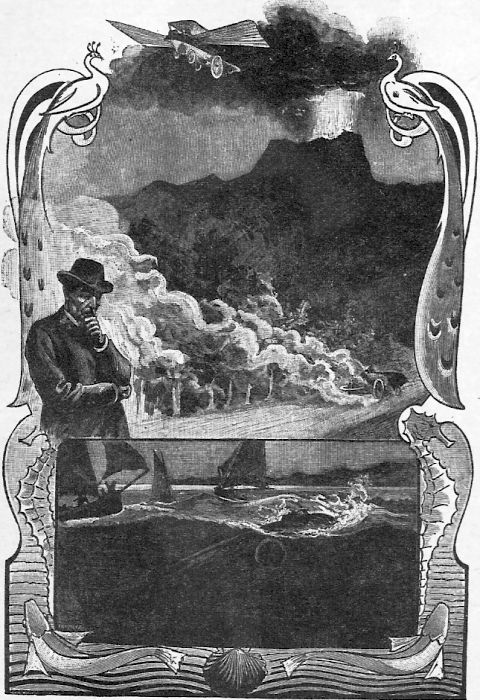
Das Cover des Buches Der Herr der Welt von Jules Verne mit einer Illustration von George Roux.

George Roux (* 1853; † 1929) war ein französischer Künstler und Buchillustrator.
Seine bekanntesten Werke sind eine Reihe von Illustrationen, die er für die Science-Fiction-Romane von Jules Verne schuf und die in der Reihe der Voyages extraordinaires erschienen. Er war nach Léon Benett der zweitaktivste Illustrator von Jules Vernes Erzählungen und schuf die Bilder für 22 seiner Bücher, deren Originalausgaben von Pierre-Jules Hetzel (1814–1886) und nach dessen Tod von seinem Sohn Louis-Jules Hetzel herausgegeben wurden. Das erste davon war L’Épave du Cynthia (1885) und das letzte L'Étonnante aventure de la mission Barsac (1919).

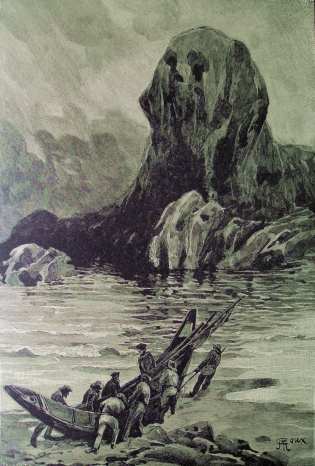
Die Eissphinx
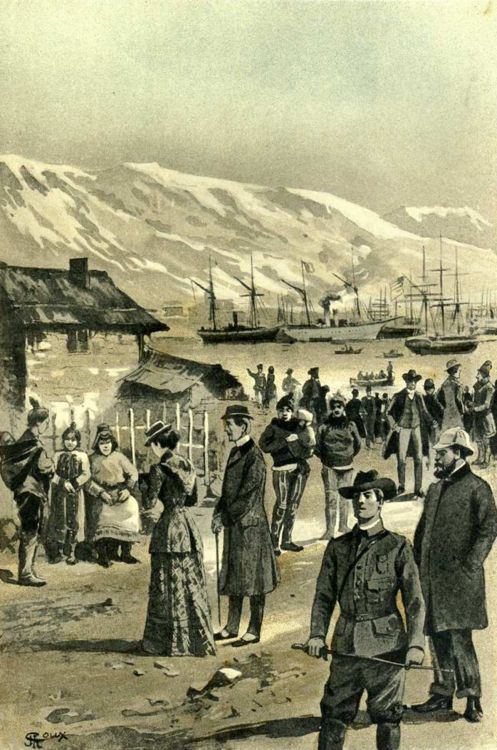
Die Jagd nach dem Meteor